# Dupax del Sur
}}
Dupax Del Sur là một đô thị hạng 3 ở tỉnh Nueva Vizcaya, Philippines. Theo điều tra dân số năm 2007, đô thị này có dân số 16.371 người trong 3.150 hộ.

## Barangay
Dupax Del Sur được chia thành 19 barangay.
| - Abaca - Banila - Carolotan - Gabut - Ganao (Lingad) - Lukidnon - Mangayang - Palabotan - Biruk - Bagumbayan | - Balsain - Canabay - Domang - Dopaj - Kimbutan - Kinabuan - Sanguit - Santa Maria - Talbek |